# Французька торгово-промислова палата в Україні
Франко-українська торгово-промислова палата в Україні (фр. Chambre de commerce française en Ukraine, CCIFU) — некомерційна асоціація, покликана сприяти зростанню інвестицій французьких компаній в українську економіку і створювати сприятливі умови для розвитку французьких компаній, представлених на українському ринку або бажаючих розпочати свою діяльність в Україні. 

## Компанії-члени
Франко-українська торгово-промислова палата в Україні об'єднує понад 130 компаній, які належать до агропромислового комплексу (Limagrain, Euralis, Mas Seeds), банківської галузі (Credit Agricole, Укрсиббанк), автомобільної промисловості (Renault, Michelin), машинобудування (Schneider Electric), готельного бізнесу (InterContinental Kyiv), туризму та індустрії розваг (France Groupe, Club Med), охорони здоров'я (Sanofi), транспорту (Air France), торгівлі та надання інших послуг (Auchan, L'Oreal, Chanel, Danone, Lactalis, Leroy Merlin).

## Діяльність
Франко-українська торгово-промислова палата заснована в 1994 році як Асоціація Французької ділової спільноти в Україні». 2011 року приєдналась до міжнародної мережі французьких торгово-промислових палат. Асоціація налічувала[коли?] більше 130 французьких і українських компаній, об'єднаних спільними інтересами для розвитку торгових відносин між Україною та Францією.
Франко-українська торгово-промислова палата керувалася Радою директорів із семи членів, фінансувалася за рахунок внесків членів, не отримувала ніяких державних дотацій і не підпорядковувалася адміністративному нагляду.
Головне завдання CCIFU полягало в активації французької бізнес-спільноти та у супроводі французьких компаній, які бажають експортувати, розвиватися або розміститися в Україні.

### Основні напрями
- Сприяння розвитку комерційних відносин між Францією та Україною[3].
- Анімація франко-української бізнес-спільноти,  висвітлення бізнес-новин України та організація регулярних заходів.
- Представлення і захист загальних професійних інтересів французьких компаній в Україні.
- Надання послуг з підтримки компаній від вивчення ринку, пошуку партнерів, допомоги з виходу на ринок до доміцилювання та розміщення.
- Покращення іміджу французької економічної присутності в Україні.
- Сприяння встановленню контактів між компаніями-членами для можливої співпраці.

### Послуги
- Аналіз та вивчення ринку.
- Послуги з вивчення ринку збуту
- Регламентарні послуги
- Розміщення, доміцилювання та хостинг компаній
- Працевлаштування та послуги HR

### Комітети
Комітети створено для обміну досвідом між членами асоціації в різних галузях.
Кожний комітет 4-5 разів на рік організовує для членів відкриті засідання, де обговорюються важливі теми французько-українських відносин, що дозволяє професіоналам обмін досвідом.
- Сільськогосподарський комітет
- Комітет PME/PMI
- Фінансовий комітет
- Комітет HR
- Комітет великих компаній
- Комітет бізнес-леді
- Комітет сталого розвитку & енергії

### Культурна діяльність
Франко-українська торгово-промислова палата на регулярній основі влаштовувала різноманітні заходи: концерти, профільні конференції[відсутнє в джерелі][недоступне посилання][відсутнє в джерелі], святкування (Божоле Нуво).
Конкурс «Створено жінками»[недоступне посилання], ініційований комітетом бізнес-леді, має некомерційну мету — підтримати жіноче підприємництво в Україні та винагородити проєкт бізнесу, який слугує розвитку України. Конкурс відкритий для всіх жінок-підприємців, які протягом трьох останніх років заснували власну компанію в Україні.